# 企业经营
企业经营 ，或称商业经营，是指对企业进行调整、对生产或服务进行优化，理顺业务的流程运作，以使得商户获得更多客户和尽可能趋向盈利的行为。 
经营与管理经常被放在一起，对应于英文的management；但在中文中，这是两个独立概念。英文的management，通常包含着经营和管理，参看经营管理；经营更侧重于对商户或企业的业务优化调整，管理更侧重于对组织内人的管和指派、控制。

## 企业经营的理论
经营，是伴随商业出现一直存在的理念，自古至今都形成了许多经营理念。
- 人无我有 人有我优 人优我廉 人廉我转
- 日本的夫妻店
- 古典经济学定价策略
- 彼得·德鲁克 “市场营销”与“创新”
- 杰克·韦尔奇“六西格玛”和“学习型组织”
- 海尔“快鱼吃慢鱼”和“激活休克鱼”

## 延伸
经营管理，延伸了经理一词，最早在南洋和开放口岸，用于取代旧时常用的掌柜的一词，作为经营管理人员的称呼。 这一词在近代的逐步流行广泛，也伴随着中国从手工业、作坊和商户经济，向大工业、商品经济的转变和发展。
经营一词，有时也指纯粹政治上的治理，而不包含“管理”人员和商业内容。如曹丕《典论论文》：“经营国之大业。”